# Буйское (Кировская область)
Буйское — село в Уржумском районе Кировской области в составе Буйского сельского поселения.

## География
Находится на расстоянии примерно 16 километров на запад-юго-запад от районного центра города Уржум.

## История
Известно с 1767 года как поселок при строящемся Буйском заводе. В 1873 году учтено дворов 247 и жителей 2322, в 1905 167 и 864, в 1926 185 и 770, в 1950 132 и 668. В 1989 1396 человек.

## Население
Постоянное население составляло 1149 человека (русские 72 %, мари 27 %) в 2002 году, 1053 в 2010.